# Mnohovodne, Djankoi
Mnohovodne (în ucraineană Многоводне) este un sat în comuna Stalne din raionul Djankoi, Republica Autonomă Crimeea, Ucraina.

## Demografie
Componența lingvistică a localității Mnohovodne
     Rusă (43,37%)
     Tătară crimeeană (42,43%)
     Ucraineană (13,88%)
Conform recensământului din 2001, nu exista o limbă vorbită de majoritatea populației, aceasta fiind compusă din vorbitori de rusă (43,37%), tătară crimeeană (42,43%) și ucraineană (13,88%).